# Caecilia abitaguae
Caecilia abitaguae Dunn, 1942 è un anfibio della famiglia Caeciliidae.

## Distribuzione e habitat
La specie è endemica dell'Ecuador, dove occupa vari habitat umidi, tropicali o subtropicali.